# Martin Schwarz Lausten
Martin Schwarz Lausten (* 6. Juli 1938 in Løgumkloster) ist ein dänischer evangelischer Theologe und emeritierter Professor für Kirchengeschichte an der Universität Kopenhagen. 
Lausten schloss 1965 sein Theologiestudium mit dem Kandidatenexamen ab und arbeitete seitdem als Forscher an der Universität Kopenhagen. 1975 wurde er Assistenzprofessor, promovierte 1977 über Religion und Politik in der Außenpolitik Christians III. und erhielt 1989 eine Dozentur. Von 1996 bis zu seiner Emeritierung 2008 war er Professor.
Lausten ist seit 1999 Mitglied der Königlich Dänischen Akademie der Wissenschaften. Er ist Verfasser und Herausgeber eines siebenbändigen Werks über die Verhältnisse zwischen der dänischen Kirche und den dänischen Juden sowie mehrerer Bücher und Aufsätze zur Reformationsgeschichte, von denen einige auch in deutscher Übersetzung vorliegen.

## Werke
- Abendländische Kirchengeschichte. Grundzüge von den Anfängen bis zur Gegenwart. Deutsche Übersetzung von Dietrich Harbsmeier. Peter Lang, Frankfurt am Main 2003, ISBN 3-631501-40-4 (Original: Kirkehistorie. Grundtræk af Vestens kirkehistorie fra begyndelsen til nutiden. Frederiksberg 1997, 4. Aufl. 2002).